# Lista de primeiros-ministros da Dinamarca
Esta é uma lista de primeiros-ministros da Dinamarca.
O Primeiro-Ministro da Dinamarca é o chefe de governo do Reino da Dinamarca e líder do Gabinete da Dinamarca. O primeiro-ministro é formalmente nomeado pelo monarca, que é chefe de estado.
Os primeiros quatro chefes de governo foram intitulados premierminister (lit. "primeiro ministro"), entre 1855 e 1920 o título foi Konseilspræsident (lit. "presidente do conselho"). Desde 1920, o título em dinamarquês é statsminister (lit. "ministro de Estado"). 

## Lista
Frederico X da Dinamarca

| Primeiro-ministro                   | Inicio                  | Fim                     | Monarca                     |
| ----------------------------------- | ----------------------- | ----------------------- | --------------------------- |
| Adam Wilhelm Moltke                 | 22 de Março de 1848     | 27 de Janeiro de 1852   | Frederico VII               |
| Christian Albrecht Bluhme           | 27 de Janeiro de 1852   | 21 de Abril de 1853     | Frederico VII               |
| Anders Sandøe Ørsted                | 21 de Abril de 1853     | 12 de Dezembro de 1854  | Frederico VII               |
| Peter Georg Bang                    | 12 de Dezembro de 1854  | 18 de Outubro de 1856   | Frederico VII               |
| Carl Christoffer Georg Andræ        | 18 de Outubro de 1856   | 13 de Maio de 1857      | Frederico VII               |
| Carl Christian Hall                 | 13 de Maio de 1857      | 2 de Dezembro de 1859   | Frederico VII               |
| Carl Edvard Rotwitt                 | 2 de Dezembro de 1859   | 8 de Fevereiro de 1860  | Frederico VII               |
| Carl Christian Hall                 | 24 de Fevereiro de 1860 | 31 de Dezembro de 1863  | Frederico VII               |
| Carl Christian Hall                 | 24 de Fevereiro de 1860 | 31 de Dezembro de 1863  | Frederico VII/Cristiano IX  |
| Ditlev Gothard Monrad               | 31 de Dezembro de 1863  | 11 de Julho de 1864     | Cristiano IX                |
| Christian Albrecht Bluhme           | 11 de Julho de 1864     | 6 de Novembro de 1865   | Cristiano IX                |
| Christian Emil Krag-Juel-Vind-Frijs | 6 de Novembro de 1865   | 28 de Maio de 1870      | Cristiano IX                |
| Ludvig Holstein-Holsteinborg        | 28 de Maio de 1870      | 14 de Julho de 1874     | Cristiano IX                |
| Christen Andreas Fonnesbech         | 14 de Julho de 1874     | 11 de Junho de 1875     | Cristiano IX                |
| Jacob Brønnum Scavenius Estrup      | 11 de Junho de 1875     | 7 de Agosto de 1894     | Cristiano IX                |
| Tage Reedtz-Thott                   | 7 de Agosto de 1894     | 23 de Maio de 1897      | Cristiano IX                |
| Hugo Egmont Hørring                 | 23 de Maio de 1897      | 27 de Abril de 1900     | Cristiano IX                |
| Hannibal Sehested                   | 27 de Abril de 1900     | 24 de Julho de 1901     | Cristiano IX                |
| Johan Henrik Deuntzer               | 24 de Julho de 1901     | 4 de Janeiro de 1905    | Cristiano IX                |
| Jens Christian Christensen          | 14 de Janeiro de 1905   | 12 de Outubro de 1908   | Cristiano IX/Frederico VIII |
| Niels Neergaard                     | 12 de Outubro de 1908   | 16 de Agosto de 1909    | Frederico VIII              |
| Ludvig Holstein-Ledreborg           | 16 de Agosto de 1909    | 28 de Outubro de 1909   | Frederico VIII              |
| Carl Theodor Zahle                  | 28 de Outubro de 1909   | 5 de Julho de 1910      | Frederico VIII              |
| Klaus Berntsen                      | 5 de Julho de 1910      | 21 de Junho de 1913     | Frederico VIII/Cristiano X  |
| Carl Theodor Zahle                  | 21 de Junho de 1913     | 30 de Março de 1920     | Cristiano X                 |
| Otto Liebe                          | 30 de Março de 1920     | 5 de Abril de 1920      | Cristiano X                 |
| Michael Pedersen Friis              | 5 de Abril de 1920      | 5 de Maio de 1920       | Cristiano X                 |
| Niels Neergaard                     | 5 de Maio de 1920       | 23 de Abril de 1924     | Cristiano X                 |
| Thorvald Stauning                   | 23 de Abril de 1924     | 14 de Dezembro de 1926  | Cristiano X                 |
| Thomas Madsen-Mygdal                | 14 de Dezembro de 1926  | 30 de Abril de 1929     | Cristiano X                 |
| Thorvald Stauning                   | 30 de Abril de 1929     | 3 de Maio de 1942       | Cristiano X                 |
| Vilhelm Buhl                        | 4 de Maio de 1942       | 9 de Novembro de 1942   | Cristiano X                 |
| Erik Scavenius                      | 9 de Novembro de 1942   | 29 de Agosto de 1943    | Cristiano X                 |
| Governo Militar Alemão              | 29 de Agosto de 1943    | 5 de Maio de 1945       | Cristiano X                 |
| Vilhelm Buhl                        | 5 de Maio de 1945       | 7 de Novembro de 1945   | Cristiano X                 |
| Knud Kristensen                     | 7 de Novembro de 1945   | 13 de Novembro de 1947  | Frederico IX                |
| Hans Hedtoft                        | 13 de Novembro de 1947  | 30 de Outubro1950       | Frederico IX                |
| Erik Eriksen                        | 30 de Outubro de 1950   | 30 de Setembro de 1953  | Frederico IX                |
| Hans Hedtoft                        | 30 de Setembro de 1953  | 29 de Janeiro de 1955   | Frederico IX                |
| H. C. Hansen                        | 1 de Fevereiro de 1955  | 19 de Fevereiro de 1960 | Frederico IX                |
| Viggo Kampmann                      | 21 de Fevereiro de 1960 | 3 de Setembro de 1962   | Frederico IX                |
| [[Jens Otto Krag]                   | 3 de Setembro de 1962   | 2 de Fevereiro de 1968  | Frederico IX                |
| Hilmar Baunsgaard                   | 2 de Fevereiro1968      | 11 de Outubro de 1971   | Frederico IX                |
| Jens Otto Krag                      | 11 de Outubro de 1971   | 5 de Outubro de 1972    | Frederico IX/Margarida II   |
| Anker Jørgensen                     | 5 de Outubro de 1972    | 19 de Dezembro de 1973  | Margarida II da Dinamarca   |
| Poul Hartling                       | 19 de Dezembro de 1973  | 13 de Fevereiro de 1975 | Margarida II da Dinamarca   |
| Anker Jørgensen                     | 13 de Fevereiro de 1975 | 10 de Setembro de 1982  | Margarida II da Dinamarca   |
| Poul Schlüter                       | 10 de Setembro de 1982  | 25 de Janeiro de 1993   | Margarida II da Dinamarca   |
| Poul Nyrup Rasmussen                | 25 de Janeiro de 1993   | 27 de Novembro de 2001  | Margarida II da Dinamarca   |
| Anders Fogh Rasmussen               | 27 de Novembro de 2001  | 5 de Abril de 2009      | Margarida II da Dinamarca   |
| Lars Løkke Rasmussen                | 5 de Abril de 2009      | 3 de Outubro de 2011    | Margarida II da Dinamarca   |
| Helle Thorning-Schmidt              | 3 de Outubro de 2011    | 28 de junho de 2015     | Margarida II da Dinamarca   |
| Lars Løkke Rasmussen                | 28 de junho de 2015     | 27 de junho de 2019     | Margarida II da Dinamarca   |

A residência de verão do primeiro-ministro dinamarquês é a Marienborg.